# Bad Luck Banging or Loony Porn
Pour plus de détails, voir Fiche technique et Distribution.
Bad Luck Banging or Loony Porn (Babardeală cu bucluc sau porno balamuc) est un film roumain réalisé par Radu Jude, sorti en 2021.

## Synopsis
Emilia (Emi) et Eugen, un couple marié, tournent une vidéo privée à caractère sexuel qui se retrouve brusquement sur l'internet, sans qu'on en sache exactement la raison. La jeune femme, enseignante au collège, se retrouve au centre d'attaques de la part des parents d'élèves, dont certains exigent sa démission. Sur fond d'obscénités quotidiennes et d'horreurs historiques, Emi décide de ne pas se laisser faire…
Le long métrage se déroule en trois parties : la déambulation d'Emi dans un Bucarest étouffant, la revue de concepts dans des scénettes « ludiques et volontiers ironiques » et le « tribunal de fortune » sur l'exclusion d'Emi,. Chaque acte est entrecoupé de chansons de Boby Lapointe.

## Fiche technique
Sauf indication contraire, les informations mentionnées dans cette section peuvent être confirmées par la base de données cinématographiques IMDb,  présente dans la section « Liens externes ».
- Titre original : Babardeală cu bucluc sau porno balamuc (litt. Baise malchanceuse ou porno déglingué[4])
- Sous-titre : Esquisse d'un film populaire[3] (expression empruntée de l'essai Les Voix du silence)[5]
- Titre anglais : Bad Luck Banging or Loony Porn
- Réalisation et scénario : Radu Jude
- Musique : Jura Ferina et Pavao Miholjević
- Direction artistique : Adeline Andreea Bădescu et Andreea Popa
- Costumes : Cireșica Cuciuc
- Photographie : Marius Panduru
- Son : Hrvoje Radnic
- Montage : Cătălin Cristuțiu
- Musique : Jura Ferina et Pavao Miholjevi
- Production : Ada Solomon
- Sociétés de production : Microfilm, Paul Thiltges Productions, Endorfilm, Kinorama
- Sociétés de distribution :
  - Roumanie: Micro Multilatreal
  - France : Météore Films
- Budget : 930000 euros
- Pays de production :  Roumanie
- Langue originale : roumain
- Format : couleur
- Genre : drame
- Durée : 106 minutes
- Dates de sortie :
  - Allemagne : 2 mars 2021 (Berlinale 2021)
  - France : 30 juin 2021 (Festival La Rochelle Cinema), 15 décembre 2021 (sortie nationale)
  - Roumanie : 27 juillet 2021 (Festival international du film de Transylvanie)
  - Suisse : 25 septembre 2021 (Zurich Film Festival)
  - Canada : 8 octobre 2021 (Festival du nouveau cinéma de Montréal)
  - Belgique : 19 octobre 2021 (Festival du film de Gand)

## Distribution
- Katia Pascariu : Emilia dite Emi
- Claudia Ieremia : la principale
- Olimpia Malai : madame Lucia
- Nicodim Ungureanu : le lieutenant Gheorghescu
- Andi Vasluianu : monsieur Otopeanu
- Stefan Steel : Eugen
- Alexandra Potocean : Marius Buzdrugovici
- Oana Maria Zahara : la nudiste blonde
- Gabriel Spahiu (en) : le parent prêtre
- Florin Petrescu : Axinther
- Alex Bogdan : le père riche

## Production
Le film se veut une charge, une farce contre l'obscénité, la société contemporaine, la fascination pour le militarisme et l'histoire refoulée de la Roumanie. Le film est tourné en pleine pandémie de covid-19 et utilise la situation sanitaire,. Radu Jude s'est également inspiré du cubisme, du dadaïsme et des réactions contradictoires face à une sextape. Pour la structure du second acte, il s'agit de la littérature, de Jean-Luc Godard et du Dictionnaire des idées reçues. Les parties et leurs concepts se référencent par des analogies.

## Sortie

### Accueil
En France, le site Allociné recense une moyenne des critiques presse de 3,7/5.

## Distinction
- Berlinale 2021 : Ours d'or[8]